# Cabreuva (geslacht)
Cabreuva is een kevergeslacht uit de familie van de boktorren (Cerambycidae). De wetenschappelijke naam van het geslacht werd voor het eerst geldig gepubliceerd in 1992 door Martins & Galileo.

## Soorten
Cabreuva is monotypisch en omvat slechts de volgende soort:
- Cabreuva lucianoi Martins & Galileo, 1992